# Vlastimil Zábranský
Vlastimil Zábranský (2. září 1936 Vráž – 4. února 2021 Brno) byl český malíř, grafik, kreslíř, karikaturista a scénograf.

## Život
Od roku 1953 studoval na Střední škole stavební v Praze. V roce 1957 nastoupil na katedru umění na Filozofické fakultě Univerzity J. E. Purkyně v Brně, odkud v roce 1959 přestoupil na Vyšší pedagogickou školu v Brně, obor výtvarná výchova – čeština. Absolvoval v roce 1961 v ateliéru prof. Bohdana Laciny. Živil se nejprve jako učitel, od roku 1963 se pak plně věnoval výtvarnému umění. Od 70. let spolupracoval jako scénograf s Divadlem pracujících Gottwaldov (dnes Městské divadlo Zlín), kde spolupracoval s Aloisem Hajdou a Zdeňkem Hradilákem. Jeho brněnský ateliér ve Stojanové ulici byl centrem setkávání osobností brněnského kulturního života. Svá díla pravidelně věnoval do dobročinných dražeb, například ekologické Nadaci Veronica.
V roce 1970 se stal členem francouzské Société Protectrice de l'Humour. Město Brno mu v roce 2006 udělilo Cenu města Brna za výtvarné umění.
V roce 1990 o něm byl natočen portrét Zábranský bez zábran.

## Dílo
V jeho díle stojí jemné až snové technické provedení v protikladu k přímočaře humornému sdělení. Často tvořil na figurální motivy. Jeho tvorba často obsahuje politickou a společenskou kritiku, mezi jeho nejznámější část tvorby patří karikatury; proslavil se například obrazem nahého Václava Klause. Mnohokrát vystavoval v Brně i jiných evropských městech. Jeho dílo je zastoupeno v Galerii hlavního města Prahy, Moravské galerii v Brně nebo Galerii karikatury ve Skopje.